# Biagio Pecorino
Biagio Pecorino (Bronte, 10 gennaio 1909 – Catania, 31 gennaio 1983) è stato un politico italiano.